# Schlieben
Schlieben – miasto we wschodnich Niemczech w kraju związkowym Brandenburgia, w powiecie Elbe-Elster, siedziba urzędu Schlieben.
W języku polskim miasto notowane w przeszłości pod nazwą Śliwin.

## Geografia
Schlieben położony jest ok. 22 km na północ od miasta Bad Liebenwerda.

## Współpraca międzynarodowa
- Borgentreich, Nadrenia Północna-Westfalia
- Ljusdal, Szwecja